# Paul-Edmond Martin
Paul-Edmond Martin (* 9. Juni 1883 in Genf; † 25. Februar 1969 ebenda) war ein Schweizer Historiker und Hochschullehrer.

## Leben und Wirken
Martin lehrte ab 1928 Geschichte an der Universität Genf und war von 1946 bis 1948 deren Rektor. Er war Staatsarchivar von Genf und erster Präsident der Schweizerischen Akademie der Geisteswissenschaften. Dank seiner Doppelfunktion als Archivar und Universitätsprofessor „konnte er viele historische Arbeiten anregen, insbesondere das Gemeinschaftswerk der Histoire de Genève (1951-56)“.
Er war mit Albertine Pictet (1884–1946), der Tochter des Chemikers Amé Pictet, verheiratet; ihr Grossvater war der Bankier und Politiker Ernest Pictet, verheiratet.